# 丁子明
丁子明（1907年—？），女，浙江吴兴人，中国电影演员。作品有《爱情与黄金》、《二八佳人》、《同学之爱》等。